# Гута Тарнавацька-Колонія
Гута Тарнавацька-Колонія (пол. Kolonia Huta Tarnawacka) — частина села Гута Тарнавацька у Польщі, в Люблінському воєводстві Томашівського повіту, ґміни Тарнаватка.

## Історія
Первісним населенням Гути Тарнавська-Колонії були русини-лемки, які компактно проживали на своїх історичних землях.